# Jackie Lombard
Pour les articles homonymes, voir Lombard.
Jackie Lombard, née Jacqueline Bitton au Maroc, est une productrice française.

## Biographie

### Origines et débuts
Fille d'un père coiffeur et d'une mère couturière, elle grandit dans le Maroc des années 1950 et dans un kibboutz en Israël, près de Netanya. Alors qu'elle a 14 ans, la famille s'installe en France, à Aubervilliers, dans un modeste appartement. À l'époque, elle ne parle pas français ; ses papiers ayant été perdus, il y a des incertitudes concernant sa date de naissance. Elle devient vendeuse à La Courneuve et le soir prend des cours de théâtre dans le quartier du Montparnasse. Elle joue des rôles secondaires dans des films et téléfilms (comme Les Eaux mêlées par exemple).
Au début des années 1970 à Munich, alors qu'elle participe à la promotion de la série La Légende de Bas-de-Cuir, où elle joue un rôle, elle retrouve le chanteur gallois Tom Jones, qu'elle avait croisé dans un concert quelque temps auparavant. Pour se faire bien voir, elle se présente comme productrice de musique et il l'invite alors aux États-Unis.

### Carrière de productrice
En 1977, le producteur américain Jerry Weintraub l'appelle pour produire la venue de Neil Diamond à Paris. Alors qu'elle dispose de peu de moyens, elle arrive à vendre toutes les places mais rencontre ensuite des difficultés pour payer le chanteur : « À cause des contrôles de change, j'ai dû faire cinq banques en limousine avec mon sac rempli de billets ! ». Jerry Weintraub lui confie ensuite la tournée de Bob Dylan, qui commence à Toulouse le 21 juin 1981 ; alors que l'élection présidentielle vient de se terminer, elle assure la promotion de l'artiste en placardant dans la ville des affiches « Votez Dylan ». Elle gagne ensuite la confiance d'un autre producteur influent, Barrie Marshall. En 1983, elle est chargée de la venue de Joan Baez en France et, le 15 juillet, parvient, grâce à un rendez-vous avec la Première dame Danielle Mitterrand, à la faire se produire sur la place de la Concorde, devant 70 000 personnes. En 1990 à Nice, elle organise un concert de Madonna et le 13 septembre 1992, devant 80 000 personnes, le concert de Michael Jackson dans l'hippodrome de Vincennes.
Seule femme productrice solo, elle a attiré les convoitises et les critiques de ses homologues masculins, assurant que son nom a par exemple été donné aux services fiscaux : « Un soir avec Rod Stewart au palais des Sports en 1983, douze inspecteurs ont débarqué pour vérifier la recette. Après dix ans devant les tribunaux, j'ai gagné et celui qui m'a dénoncé a été contrôlé ».
Elle affirme qu'elle a incité Tom Jones a relancer sa carrière avec le morceau Sex Bomb, en 1999, alors qu'il ne voulait initialement pas du titre.
Fin 2007, 51 % des parts de Jackie Lombard Productions sont acquises par Live Nation Entertainment, leader mondial de la production de concerts, qui voulait s'implanter en France, rachetant selon sa stratégie habituelle un producteur local. Elle est alors critiquée par la profession pour ce choix mais déchante également rapidement, remarquant que Live Nation gérait désormais toutes les tournées, sans laisser de place aux producteurs ; en plus de cela, elle se lasse des nouvelles méthodes de travail de son employeur. En avril 2011, elle démissionne. Grâce à Inter Concerts, une ancienne société de production, elle continue de produire des spectacles, s'associant avec son ancien rival Pascal Bernardin. En 2014, elle produit le concert des Rolling Stones, au stade de France. En 2015, elle se charge de la tournée française « Out There » de Paul McCartney.
Durant sa carrière, elle a notamment produit les tournées en France de Beyoncé, U2, les Bee Gees, Rod Stewart, Lionel Richie, George Michael, Barbra Streisand, Adele, Céline Dion ou encore Prince.

### Condamnation judiciaire
Elle est condamnée le 17 février 2021 à deux ans d’emprisonnement avec sursis, 20 000 euros d’amende et deux ans d’interdiction d’exercer sa profession. Le verdict arrive 12 ans après l’effondrement du toit de la scène prévue pour un concert de Madonna au stade Vélodrome à Marseille, qui avait causé la mort de deux ouvriers.

## Décoration
- Chevalier de l'ordre des Arts et des Lettres (2007)[2].